# Балестрате
Балестрате (італ. Balestrate, сиц. Sicciara) — муніципалітет в Італії, у регіоні Сицилія,  метрополійне місто Палермо.
Балестрате розташоване на відстані близько 430 км на південь від Рима, 23 км на захід від Палермо.
Населення — 6505 осіб (2014).

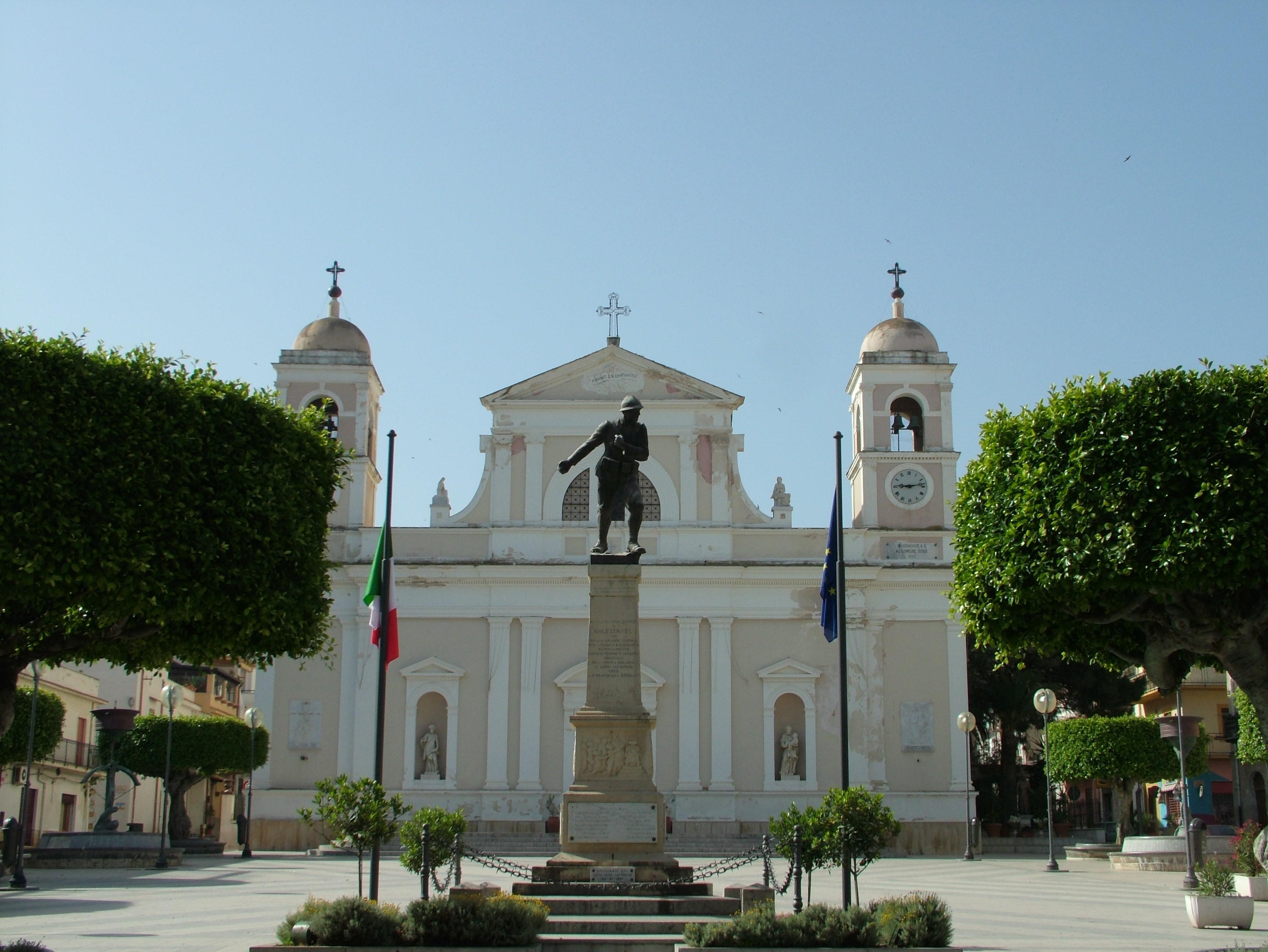

Щорічний фестиваль відбувається 15 вересня. Покровитель — Maria Santissima Addolorata.

## Демографія
Населення за роками:

Станом на 1 січня 2023 року в муніципалітеті офіційно проживали 182 іноземці з 33 країн, серед них 99 громадян країн Євросоюзу та 5 громадян України.

## Сусідні муніципалітети
- Алькамо
- Партініко
- Траппето